# Bueña
Bueña è un comune spagnolo di 90 abitanti situato nella comunità autonoma dell'Aragona.